# 二酸甘油酯
二酸甘油酯（英語：diglyceride）又称二甘油酯、甘油二酯，旧称“二酰基甘油”（diacylglycerol ，缩写DAG），是一类由两个脂肪酸链和一个甘油分子通过酯键形成的甘油酯。二酸甘油酯有两种类型：1,2-二酸甘油酯和1,3-二酸甘油酯。
DAG可以作为表面活性剂，并可以作为食品加工中的乳化剂。

## 生物学功能

### 蛋白激酶C激活
在生化信号传导中，DAG充当第二信使。磷脂酰肌醇是细胞膜的一种组成成分。在磷脂酰肌醇信号通路中，当磷脂酶C（PLC）被激活后，可以催化细胞膜上的磷脂酰肌醇分解为肌醇三磷酸（肌醇-1,4,5-三磷酸，IP3）和DAG。肌醇三磷酸与内置网上的受体结合，促进内质网中的钙离子被释放到细胞质中。而DAG留在细胞膜上，招募蛋白激酶C从细胞质转移到细胞膜上。DAG和钙离子同时与蛋白激酶C结合，激活蛋白激酶C，进而磷酸化细胞中的一系列蛋白质。

### Munc13 激活
研究表明，二酰甘油通过与突触前启动蛋白家族Munc13相互作用，传递兴奋信号，促进囊泡释放。DAG与Munc13的C1结构域结合可增强突触囊泡的融合能力，从而增囊泡释放。
二酰甘油的一种类似物是佛波酯。它是一种促肿瘤化合物。

### 其他
除了激活 PKC 之外，二酰甘油在细胞中还有许多其他功能：
- 前列腺素的来源之一
- 内源性大麻素 2-花生四烯酸甘油的前体
- 瞬时受体电位通道（TRPC）的一个亚家族的激活剂。

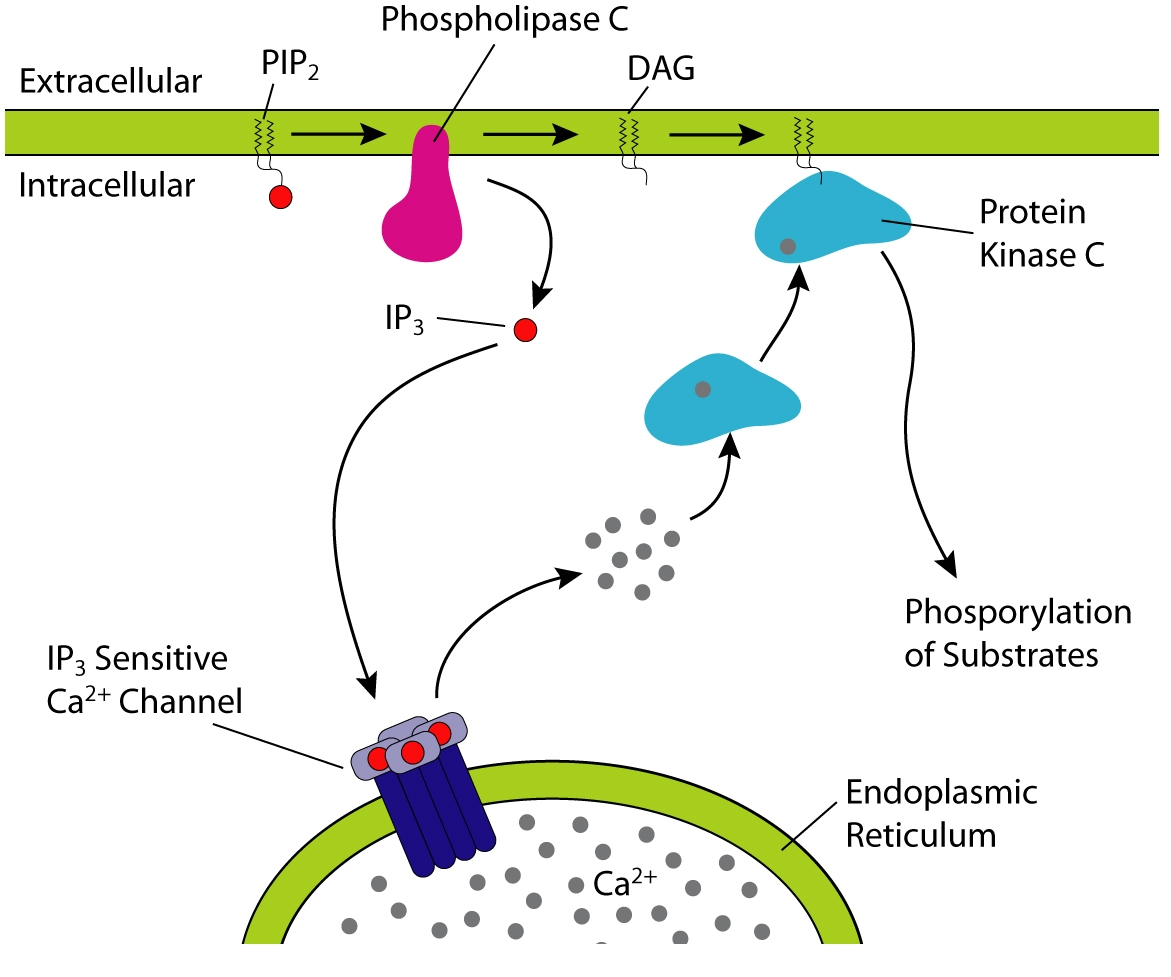
PIP2裂解为IP3和DAG引发的细胞内的钙释放和PKC激活

## 代谢
二酰甘油来源于甘油-3-磷酸，甘油-3-磷酸主要来源于二羟丙酮磷酸，二羟丙酮磷酸是糖酵解的产物（通常在肝脏或脂肪组织细胞的细胞质中）。甘油-3-磷酸首先被乙酰辅酶A乙酰化，形成溶血磷脂酸（Lysophosphatidic acid），然后被另一分子乙酰辅酶A乙酰化，生成磷脂酸。磷脂酸随后去磷酸化形成二酰甘油。
膳食脂肪主要由甘油三酯组成。由于甘油三酯不能被消化系统吸收，必须先经过酶促消化变成单酰甘油、二酰甘油或游离脂肪酸。二酰甘油是甘油三酯的前体，是在二酰甘油酰基转移酶的催化下，加成第三个脂肪酸而形成的。
由于二酰甘油是通过磷脂酸合成的，因此它通常在甘油部分的C-1位上含有饱和脂肪酸，在C-2位上含有不饱和脂肪酸。
二酰甘油可被二酰甘油激酶磷酸化为磷脂酸。